# Kosta Barbarouses
Kosta Barbarouses (ur. 19 lutego 1990 w Wellington) – nowozelandzki piłkarz, grający na pozycji napastnika.

## Kariera klubowa
Karierę piłkarską Barbarouses zaczął w nowozelandzkich klubach: Miramar Rangers i Wellington Olympic, skąd w 2004 roku trafił do Team Wellington. Spędził tam 2 lata, by później powrócić do poprzedniej drużyny. W 2007 roku Barbarouses podpisał kontrakt z Wellington Phoenix. Spędził tam 3 lata (z przerwą na wypożyczenie do Macarthur Rams), a w barwach tego klubu wystąpił w 21 spotkaniach i strzelił 2 gole.
Następnym klubem w karierze Barbarousesa było Brisbane Roar, skąd trafił w 2010 roku. Był podstawowym zawodnikiem tego klubu i przyczynił się do zdobycia mistrzostwa kraju w sezonie 2010/11. W barwach tego klubu Barbarouses rozegrał 33 spotkania i strzelił 12 goli.
W 2011 roku Barbarouses został piłkarzem rosyjskiej Ałanii Władykaukaz. W swoim debiucie Barbarouses strzelił bramkę w meczu z Torpedo Włodzimierz, którego Ałanija wygrała 1-0.
W 2012 roku Barbarouses został wypożyczony do Panathinaikosu. W 2013 roku przeszedł do Melbourne Victory.

## Kariera reprezentacyjna
W reprezentacji Nowej Zelandii Barbarouses zadebiutował w 2008 roku w meczu z reprezentacją Fidżi. Barbarouses jest także reprezentantem młodzieżowych drużyn Nowej Zelandii (grał w drużynach U-17, U-20 i U-23). Został powołany na Puchar Narodów Oceanii 2024.